# Römische Feldlager von Obersebern

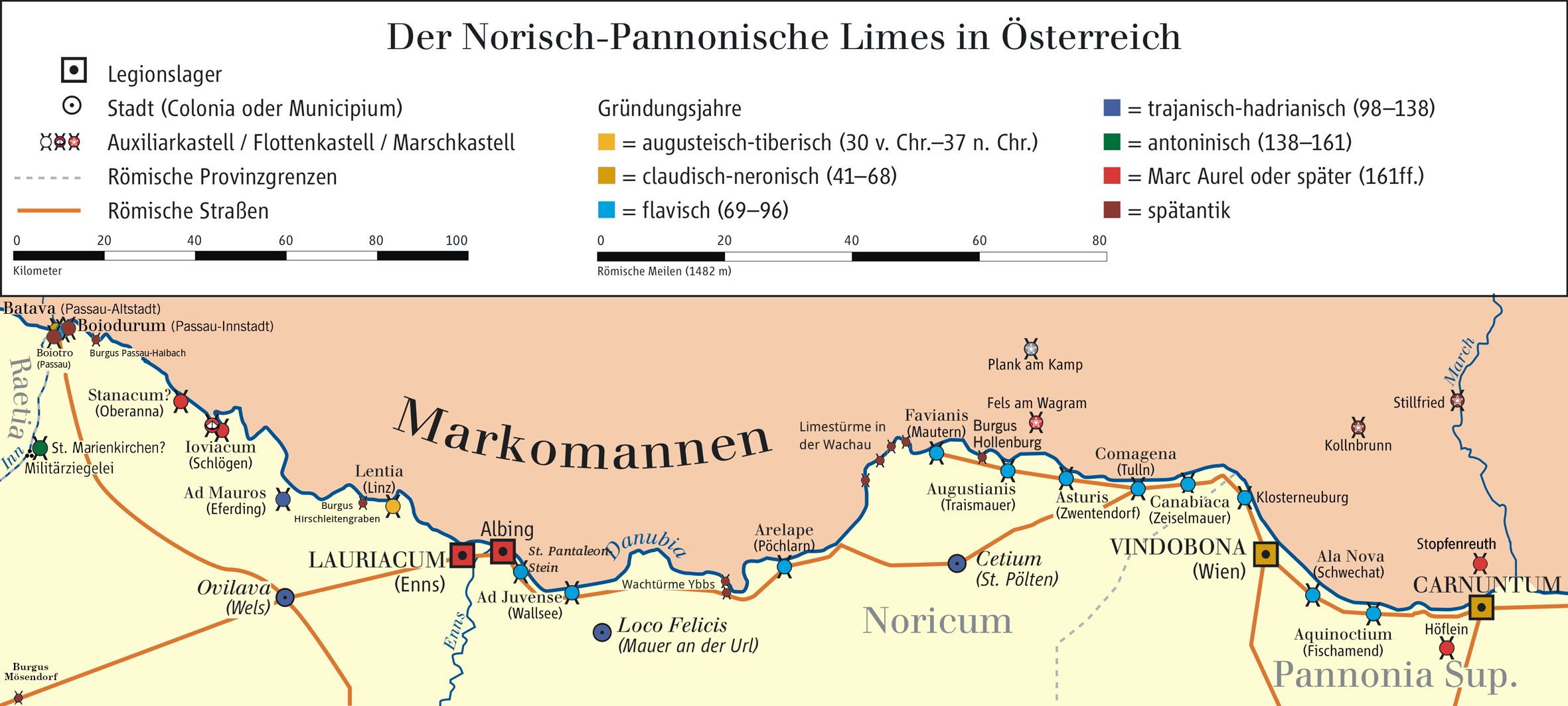
Karte, mit Albing, St. Pantaleon, Stein

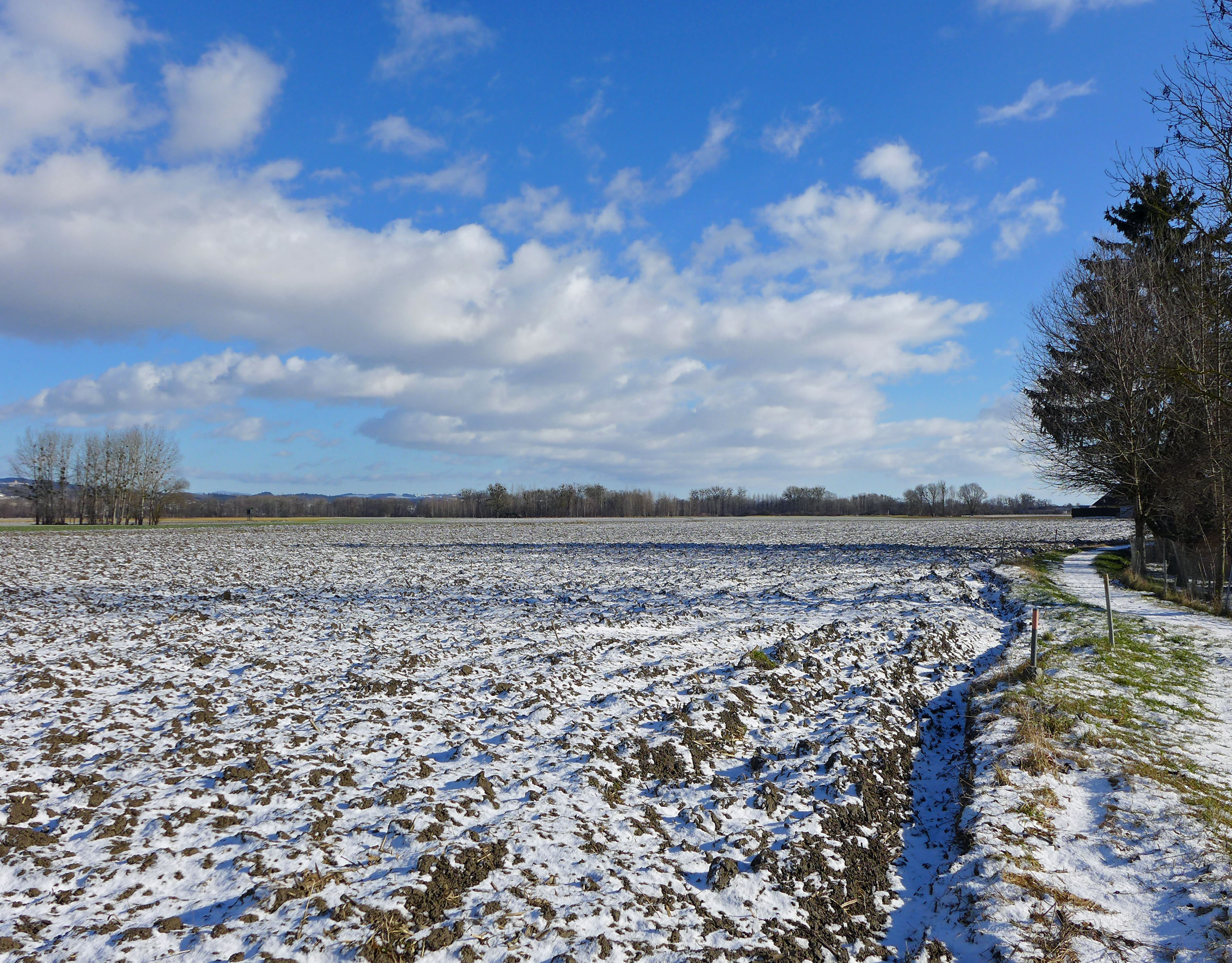
Standort dreier römischer Feldlager bei Obersebern

Die Römischen Feldlager von Obersebern sind drei ehemalige römische Militärbauten, die im 1. Jahrhundert n. Chr. für eine kurzfristige Nutzung in Holz-Erde-Bauweise angelegt wurden. Sie befinden sich im Ortsteil Obersebern (in früheren Landkarten als Untersebern bezeichnet) im Bereich der heutigen Schwemmgasse und den nordöstlich angrenzenden Feldern im Ort Au an der Donau in der Gemeinde Naarn im Machlande in Oberösterreich.

## Lage
Die drei römischen Feldlager befinden sich an der Einmündung des Flusses Aist in die Donau. Die Donau ist zwischen Stein (in der Gemeinde St. Pantaleon-Erla in Niederösterreich) und Obersebern relativ schmal und leicht passierbar.
Die Militärlager waren demnach im Westen durch das Flussbett der Aist und im Süden durch einen Nebenarm der Donau geschützt. Mit dem östlich angrenzenden Aistmühlbach ergibt sich ein etwa 330 Hektar großes Gebiet in Insellage bei der Furt nach Stein. Die drei Feldlager erstreckten sich nahe der Donau auf einer etwa zwei Meter erhöhten Kuppe.

## Geschichte
Die Feldlager wurden offensichtlich im Zuge des Feldzugs gegen Britannien errichtet. Im zweiten Drittel des 1. Jahrhunderts n. Chr. wurden dort kurzfristig römische Truppenkontingente stationiert, die Richtung Nordwesten nach Britannien verlegt wurden. Sie ermöglichten außerdem die Kontrolle des Donautals und sicherten eine wichtige Verkehrsroute, die entlang des Flusses Aist nach Norden in das Barbaricum führte.
Anschließend und mit zeitlichem Abstand entstanden auf der gegenüberliegenden südlichen Seite der Donau die Lager St. Pantaleon (Belegung 69–205 n. Chr.), Albing (Belegung 170–205 n. Chr.) und Lauriacum (Belegung 205–5. Jhdt. n. Chr.).

## Forschungsgeschichte
Im Jahr 2017 wurden durch das Studium von Google Earth die temporären Feldlager in Obersebern identifiziert.

## Feldlager
Die Militärlager hatten die Form von fast rechteckigen Parallelogrammen mit abgerundeten Ecken (Spielkartenform). Der Großteil des Lagers Obersebern 3 erstreckt sich unter verbautem Gebiet, in dem keine genauen Vermessungen durchgeführt werden konnten.
| Bezeichnung  | Maße             | Innenfläche | Torbreite im Nordwesten | Torbreite im Südosten                         |
| ------------ | ---------------- | ----------- | ----------------------- | --------------------------------------------- |
| Obersebern 1 | 128 × 95 m       | 1,16 ha     | 6,4 m                   | 5 m                                           |
| Obersebern 2 | 160 × 117 m      | 1,4 ha      | 6,2 m                   | 7,8 m (innerer Graben) 8,5 m (äußerer Graben) |
| Obersebern 3 | 145 × mind. 45 m | ?           | ?                       | ?                                             |

Die drei Feldlager waren von 1,1 bis 1,7 Meter breiten römischen Spitzgräben umgeben. Nur das mittlere und größte Lager hatte einen Doppelgraben. Die Gräben waren bei den Zugängen zu den Toren unterbrochen, wobei die Torpassagen aber jeweils durch einen vorgelagerten Schutzgraben (Titulum) geschützt wurden.
Die auffällige lineare Anordnung von drei römischen Feldlagern findet sich auch in Walton im walisischen Radnorshire und in Farnley, 5 km südlich des Hadrianswalls.

## Funktion
Die drei Feldlager stehen für die temporäre Präsenz militärischer Einheiten oder für die in kurzem Intervall eintreffenden Staffeln in der Größe dreier cohortes quinquenariae (Einheiten geringer Mannstärke).
Die topografische und strategische Situation von Obersebern erinnert an die fünf ebenfalls nördlich der Donau gelegenen Lager von Iža, die im Zuge der Markomannenkriege um 175 n. Chr. am Gegenufer von Brigetio angelegt wurden.